# Barriemore Barlow
Barrie "Barriemore" Barlow (născut pe 10 septembrie 1949 în Birmingham) este un muzician englez, cel mai cunoscut ca baterist și percuționist în trupa rock, Jethro Tull din mai 1971 până în iunie 1980.
Numele "Barriemore" a fost ales de Barlow pentru a se potrivi cu imaginea excentrică pe care o adoptase Jethro Tull.

## Legătur externe
- Biografie pe site-ul formației Jethro Tull Arhivat în 18 martie 2007, la Wayback Machine.
- Discografie pe collecting-tull.com